# Ševarice
Ševarice (cyr. Шеварице) – wieś w Serbii, w okręgu maczwańskim, w mieście Šabac. W 2011 roku liczyła 1065 mieszkańców.